# Bahnhof Großenbrode Kai
Der Bahnhof Großenbrode Kai war ein Fährbahnhof in Schleswig-Holstein. Von 1951 bis 1963 war er Ausgangspunkt der Eisenbahnfährverbindung Großenbrode–Gedser, die die Bundesrepublik Deutschland mit dem Königreich Dänemark verband.

## Vorgeschichte
Bis zum Ende des Zweiten Weltkriegs wurde der Eisenbahnfährverkehr zwischen dem Deutschen Reich und Dänemark deutscherseits über Warnemünde zum dänischen Hafen Gedser auf der dänischen Insel Falster abgewickelt. Mit der anschließenden Teilung Deutschlands in Besatzungszonen fiel Warnemünde in den Bereich der Sowjetischen Besatzungszone und war so für Verkehr aus den westlichen Besatzungszonen nicht mehr nutzbar. Der Verkehr nutzte nun die Route über den Großen Belt, die aber auch im innerdänischen Verkehr schon stark ausgelastet war. Das führte dazu, dass sich in Spitzenzeiten auf jeder Seite dieser Fährverbindung bis zu 1000 Güterwagen stauten.
In Großenbrode befand sich während des Zweiten Weltkrieges ein Seefliegerhorst der Deutschen Kriegsmarine, die dort auch einen Anleger für Schiffe unterhielt. Dort waren Wasserflugzeuge stationiert sowie eine Fahrrinne und ein Kai für flachgehende Seeschiffe – etwa Minenräumboote – vorhanden. Die militärische Anlage war von der Britischen Armee zerstört worden, die Kaianlagen aber im Kern noch erhalten.

## Bahnanlage
Die Deutsche Bundesbahn und die Danske Statsbaner (DSB) einigten sich am 31. Januar 1951 auf eine Eisenbahnfähre Großenbrode–Gedser. Dazu musste auf deutscher Seite die aufgelassene Militäranlage in Großenbrode Kai zum Fährbahnhof umgebaut und der Anschluss an die Bahnstrecke Lübeck–Großenbroder Fähre wiederhergestellt werden. Für die neuen Fährschiffe wurde ein Fährbett mit 17,70 m Breite gebaut und eine dreigliedrige Fährbrücke mit zwei höhenbeweglichen Gliedern errichtet. Für den Gleisanschluss der Fähren wurde auf dem Festland eine Dreiwegweiche eingebaut, von der die drei Zuführgleise auf die Fährbrücke führten. Weil keine Weichen auf den Fährschiffen vorhanden waren, konnte die Nutzlänge der Eisenbahndecks entsprechend vergrößert werden. Zum Einsatz sollten die zweigleisige Dampffähre Danmark der DSB und ein noch zu bauendes Schiff der DB kommen, dessen Bau noch vor Eröffnung des Trajekts an die Kieler Howaldtswerke vergeben wurde. Die Fährschiffe mussten mit dem Heck anlegen. Dazu wendeten sie vor Einfahrt in den Hafen auf See und legten den Weg bis zum Fähranleger mit dem Heck voran zurück.

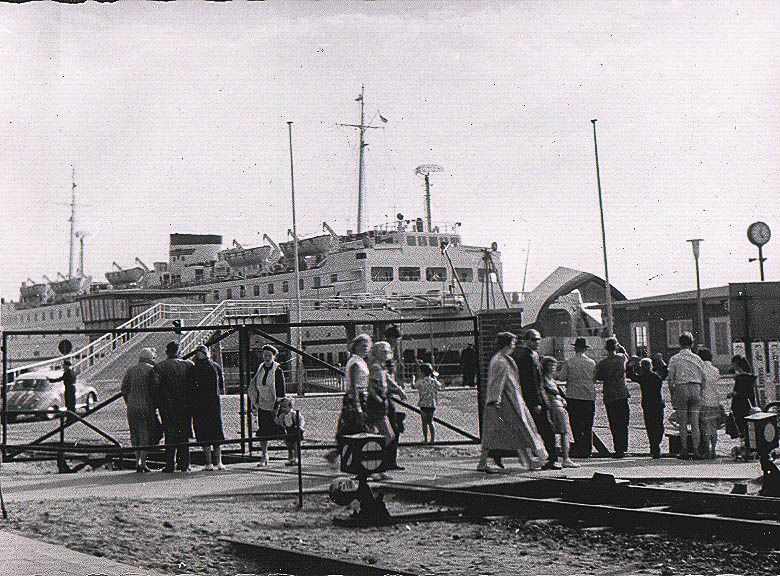
Fähranleger (1959)

Die fünf bis sechs Meter tiefe und 70 Meter breite Fahrrinne und der Unterbau der rund einen Kilometer langen Mole waren noch vorhanden und konnten ausgebaut werden. Die ehemalige Fallschirmpackhalle wurde zur Pass- und Zollabfertigung umgebaut. Ein Gebäude, das zuvor als Offizierskasino gedient hatte, wurde zum Empfangsgebäude mit Bahnhofsgaststätte umgebaut. Ehemalige Wohnunterkünfte wurden Eisenbahnerwohnungen.
Die Fähranleger erhielten je einen Bahnsteig und ein Zufahrtsgleis. Die Eisenbahninfrastruktur umfassten zu Betriebsbeginn einen Bahnsteig und ein Umfahrgleis und wurde später auf insgesamt 16 Gleise ausgebaut. Die Anlage wurde um ein kleines Bahnbetriebswerk mit Kohlebansen ergänzt. Die Dampflokomotiven, insbesondere der Baureihe 41 und Baureihe 03, wurden auf dem Gleisdreieck an der Bahnstrecke gedreht. Später wurden moderne Dieseltriebwagen (siehe Foto) und Diesellokomotiven eingesetzt. Den Rangierbetrieb übernahmen Tenderlokomotiven der Baureihe 91 und Diesellokomotiven der Baureihe V 36.

## Verkehr
Der Trajektverkehr begann am 15. Juli 1951.
Die Fährverbindung wurde durch den damaligen Bundesverkehrsminister Hans-Christoph Seebohm und durch den dänischen Minister für öffentliche Arbeiten Kai Lindberg eingeweiht. Die Staatsoberhäupter beider Staaten nahmen an diesen Feierlichkeiten wegen der durch den Zweiten Weltkrieg noch schwierigen politischen Verhältnisse nicht teil.
Zunächst wurden – wegen der beschränkten Kapazität der Fähre – nur Güterwagen, keine Personenwagen übergesetzt. Die Personenzüge endeten und begannen in Großenbrode Kai. Reisende mussten vom Zug auf das Schiff und umgekehrt umsteigen, weil die zunächst eingesetzten Fährschiffe nur ein Stellgleis hatten. Eingesetzt wurde zunächst einmal täglich das 1922 gebaute DSB-Fährschiff Danmark, das zusätzlich die Linie Gedser–Warnemünde befuhr. Am 17. Mai 1953 ging zusätzlich das vertraglich zugesagte Fährschiff Deutschland mit drei Stellgleisen in Betrieb. Seitdem wurden auch Personenwagen übergesetzt und es gab eine Reihe durchgehender internationaler Schnellzüge, z. B. den Skandinavien-Alpen-Expreß und den Alpen-Expreß, von und nach Københavns Hovedbanegård.
Auch wegen des Wegfalls des Sichtvermerks im Verkehr zwischen Dänemark und Deutschland 1953 stieg das Verkehrsaufkommen. Es wurden weitere Fährschiffe in Dienst gestellt, auf deutscher Seite das Fährschiff Theodor Heuss. Im Sommer 1954 wurden täglich je sieben Fahrten in beide Richtungen durchgeführt. Ab 1959 verkehrte ein bei skandinavischen Autofahrern beliebter Autoreisezug nach München. 1960 waren die Schiffe während der Hauptreisezeit von Juni bis Mitte September überfüllt.
1963 wurde der Bahnhof Großenbrode Kai nach der Eröffnung der Vogelfluglinie aufgegeben. Auf dem Gelände befinden sich heute Hotels und ein Yachthafen mit dazugehöriger Infrastruktur.

## Sonstiges

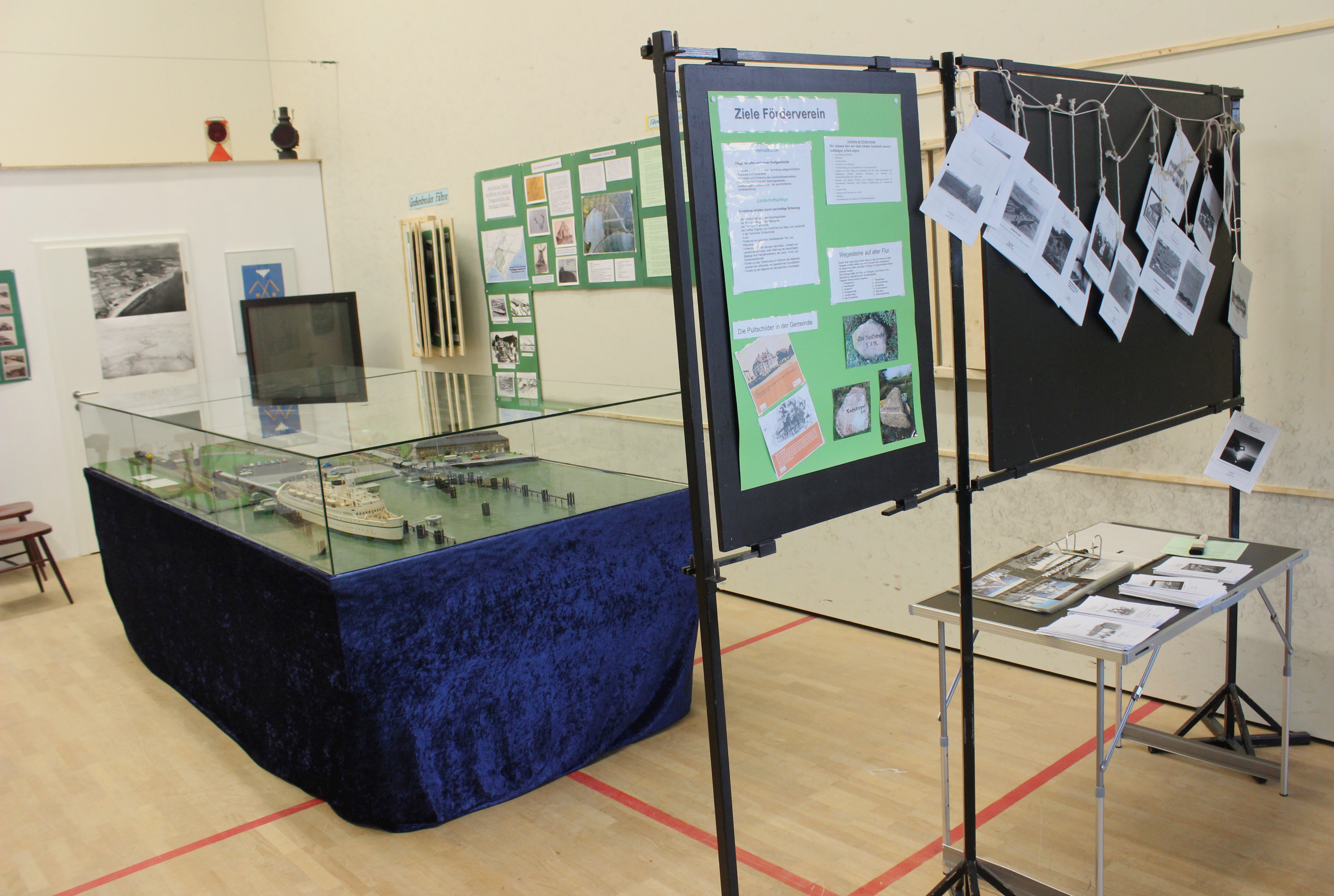
TT - Modell vom Fährbahnhof Großenbrode Kai

Ein Modell von Großenbrode-Kai in der Nenngröße TT konnte bis 2006 im Verkehrsmuseum Nürnberg  (heute DB-Museum) besichtigt werden. Seit Oktober 2019 steht es im Ausstellungsraum des Förderverein für Heimatkunde und Landschaftspflege im Großenbroder Winkel e.V in Großenbrode, Südstrand 1 und kann während der Öffnungszeiten der Ausstellung besichtigt werden.